# ロファ郡
ロファ郡（ロファぐん、英語: Lofa County）は西アフリカのリベリアの15ある郡（County）の1つ。リベリア北西部ギニアとシエラレオネと国境を接した場所に位置する。面積は9,978km2で人口は367,376人（2022年国勢調査）。中心地はヴォインジャマ。

## 歴史
1984年、西部州の廃止に伴い設置された。
ダイアモンドの産出地域であるが、内戦でロファ郡にある多くの町や村が破壊され大勢の難民が出た。
2001年、郡南部がバルポル郡として分立し、ボミ郡とは接さなくなった。

## 隣接行政区画
- グランドケープマウント郡
- バルポル郡
- ボン郡
- ンゼレコレ州
- 東部州

## 下位行政区画
ロファ郡は6地区（District）に分かれている。
- フォヤ地区（Foya District）
- コラフン地区（Kolahun District）
- サラヤ地区（Salayea District）
- ヴァフン地区（Vahun District）
- ヴォインジャマ地区（Voinjama District）
- ゾルゾル地区（Zorzor District）

## 出身人物
- ジョセフ・ボアカイ - 政治家、第26代リベリア大統領